# Vognmandskuskenes Udflugt til Køge
Vognmandskuskenes Udflugt til Køge er en dansk dokumentarisk optagelse fra 1907 foretaget af Peter Elfelt.

## Handling
Optagelser fra vognmandskuskenes udflugt til Køge. Skib lægger til i Køge havn, og folk går fra borde. Folketingsmand M.C. Lyngsie taler. Herefter er der dans.